# TAKTAS.
TAKTAS.（タクタス）は、大阪市中央区に事業本部を置く不動産業のボランタリー・チェーン。
不動産の業界団体であり、「公益社団法人全国宅地建物取引業協会連合会」に加盟する「一般社団法人大阪府宅地建物取引業協会」により創設された。

## 概要
TAKTAS.は、一般社団法人大阪府宅地建物取引業協会が行う会員支援事業の一環として、2020年に創設された。
加盟店数は、大阪府下180店舗（2023年2月時点）を超える不動産会社が加盟している。グループスローガンは、「暮らしに笑顔をプラスする」。
- 本部 - 大阪府大阪市中央区船越町2丁目2-1 大阪府宅建会館
- 関連団体
  - 公益社団法人全国宅地建物取引業協会連合会
  - 一般社団法人大阪府宅地建物取引業協会

加盟店は、同じ不動産会社である仲間との「つながり」を大切にし、互いの業務課題を解決したり顧客に質の高いサービスを提供するために、「加盟店交流会」に参加し、知識や情報を共有し合うことができる。
加盟店は、TAKTAS.に蓄積されたノウハウや経験に基づいて、一般消費者向けに取引のプロセスや各ステップにおける注意事項が記載された「購入ガイドブック」「売却ガイドブック」を営業ツールとして購入利用することができる。